# Sportsklatring under sommer-OL 2020
Sportsklatring under Sommer-OL 2020 bliver afviklet i Aomi Urban Sports Venue, der ligger i Tokyo Bay zonen. 

## Turneringsformat
Der er to konkurrencer indenfor Sportsklatring ved de olympiske lege, hvor herrer og damer konkurrerer i en kombineret konkurrence, der består af bouldering, lead og speed. Der er 20 deltagere i hver af de to konkurrencer. Forskellen på de tre discipliner, som der konkurreres i er følgende:
I bouldering gælder det om at klatre ad flest forskellige ruter op ad en væg, der er 4 meter høj. Dette foregår indenfor en specifik tid. I lead gælder det om at komme højest muligt på en 15 meter høj væg indenfor en fastsat tid. I speed konkurreres der to-mod-to, hvor det gælder om at komme først op ad en 15 meter høj væg.

## Medaljefordeling

### Medaljetabel
*   Værtsnation ( Japan)
| Rank           | NOC            | Guld | Sølv | Bronze | Total |
| -------------- | -------------- | ---- | ---- | ------ | ----- |
| 1              | Slovenien      | 1    | 0    | 0      | 1     |
| 1              | Spanien        | 1    | 0    | 0      | 1     |
| 3              | Japan*         | 0    | 1    | 1      | 2     |
| 4              | USA            | 0    | 1    | 0      | 1     |
| 5              | Østrig         | 0    | 0    | 1      | 1     |
| Total (5 NOCs) | Total (5 NOCs) | 2    | 2    | 2      | 6     |

### Medaljevindere
| Event  | Guld                          | Sølv                    | Bronze                  |
| ------ | ----------------------------- | ----------------------- | ----------------------- |
| Herrer | Alberto Ginés López · Spanien | Nathaniel Coleman · USA | Jakob Schubert · Østrig |
| Damer  | Janja Garnbret · Slovenien    | Miho Nonaka · Japan     | Akiyo Noguchi · Japan   |